# Bengalischer Plumplori

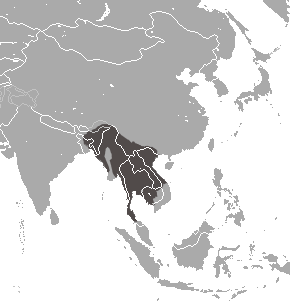
Verbreitungskarte

Der Bengalische Plumplori (Nycticebus bengalensis) ist eine Primatenart aus der Familie der Loris (Lorisidae). Bengalische Plumploris sind wegen ihrer heimlichen Lebensweise in freier Wildbahn nur sehr schwer zu beobachten. Die meisten Erkenntnisse über die Lebensweise dieser Feuchtnasenaffen stammt aus der Haltung in Zoologischen Gärten.

## Merkmale
Bengalische Plumploris zählen zu den größten Vertretern der Loris, bei der Größe und der Fellfärbung herrscht allerdings große Varianz. Die Kopfrumpflänge beträgt 30 bis 38 Zentimeter, der Schwanz fehlt und das Gewicht beträgt 1,5 bis 2 Kilogramm. Das Fell ist kurz und dicht, seine Färbung reicht von weißgrau bis graubraun, die Unterseite ist heller. Bei den Händen ist der zweite Finger stark reduziert, die zweiten Zehen tragen die für Feuchtnasenaffen typischen Putzkrallen. Die Augen sind groß, rund und nach vorn gerichtet, die Ohren sind klein und rundlich.

## Verbreitung und Lebensraum
Diese Primaten sind in Südostasien beheimatet, ihr Verbreitungsgebiet reicht vom östlichen Indien und Bangladesch und dem südlichen China bis in das südliche Thailand. In China ist die Art nur im Süden der Provinzen Yunnan und Guangxi nachgewiesen.
Ihr Lebensraum sind tropische Regenwälder und andere Waldformen, sie kommen bis in 2400 Meter Seehöhe vor.

## Lebensweise
Bengalische Plumploris sind nachtaktive Baumbewohner, die sich tagsüber zum Schlafen im dichten Pflanzenbewuchs zusammenrollen. In der Nacht gehen sie auf Nahrungssuche, wobei ihre Bewegungen langsam und bedächtig sind. Dank ihrer modifizierten Hände haben sie einen festen Griff um die Äste, der kaum mit Gewalt zu lösen ist. Sie leben weitgehend einzelgängerisch.
Die Nahrung dieser Tiere besteht vorwiegend aus Früchten und Baumsäften, verglichen mit anderen Loris fressen sie relativ wenig Insekten. Bei der Jagd auf Insekten verhält sich der Bengalische Plumplori sehr ungewöhnlich. Er nähert sich dem Insekt bis auf ungefähr einen Meter Distanz, richtet sich dann auf seinen Hinterbeinen fast vollständig auf, während er sich mit seinen Hinterfüßen festhält und lässt sich dann mit seinem gesamten Körper nach vorne fallen, wobei er mit beiden Händen nach dem Insekt greift.

## Gefährdung
Hauptgefahren für die Bengalischen Plumploris sind die Zerstörung ihres Lebensraums und die Bejagung. Die Gründe für die Bejagung sind ihr Fleisch, das gegessen wird, die traditionelle Medizin und weil sie zu Heimtieren gemacht werden. Die Haltung als Heimtiere erfolgt vor allem in Japan, der Volksrepublik China und den Ländern, in denen die Tiere auch natürlich vorkommen. Plumploris gelten als besonders niedlich und zutraulich, da sie sich ohne Gegenwehr hochheben lassen. Stilles Verharren ist jedoch Teil der Abwehrstrategie der Tiere. Auch das Fangen der Primaten ist durch dieses Verhalten für den Menschen sehr einfach. Plumploris sind auf den Märkten Süd-Ost-Asiens die am meisten gefundene, bedrohte Tierart.
Nach dem Fangen werden den Tieren meist ihre scharfen Zähne mit Nagelkneifern oder anderem Werkzeug abgeknipst oder gezogen, was oft zu schweren Entzündungen oder sogar zum Tod führt. Bisher ist das natürliche Fressverhalten der nachtaktiven Tiere kaum erforscht, daher sterben viele Plumploris in Gefangenschaft durch Fehlernährung. Die IUCN befürchtet, dass die Gesamtpopulation in den nächsten drei Generationen (21 bis 24 Jahre) um über 30 % zurückgehen wird und listet die Art als „gefährdet“ (vulnerable).
In Deutschland wird die Art in Augsburg und Karlsruhe gepflegt. In Europa gibt es außerdem Halter in Großbritannien und Russland.

## Einzelbelege
1. 1 2  Tej Kumar Shrestha: Wildlife of Nepal – A Study of Renewable Resources of Nepal Himalayas. Tribhuvan University, Kathmandu 2003, S. 104. ISBN 99933-59-02-5
2. 1 2  Nycticebus bengalensis in der Roten Liste gefährdeter Arten der IUCN 2021.3. Eingestellt von: Nekaris, K.A.I., Al-Razi, H., Blair, M., Das, N., Ni, Q., Samun, E., Streicher, U., Xue-long, J. & Yongcheng, L., 2020. Abgerufen am 24. Oktober 2021.
3. ↑  John McKinnon: Bengal Slow Loris. In: Andrew T. Smith, Yan Xie: A Guide to the Mammals of China. Princeton University Press, Princeton NJ 2008, ISBN 978-0-691-09984-2, S. 159.
4. ↑   mongabay.com (Memento vom 13. März 2013 im Internet Archive)
5. ↑  webcitation.org (Memento vom 9. Januar 2011 auf WebCite)
6. ↑  regenwald.org
7. ↑    ZTL 17.6